# سنفرد دول
سنفرد دول (انگلیسی: Sanford B. Dole; ۲۳ آوریل ۱۸۴۴ – ۹ ژوئن ۱۹۲۶) یک سیاست‌مدار اهل ایالات متحده آمریکا بود.